# Chiarini (famiglia)
Chiarini è una famiglia di origine italiana di tradizione circense, che diede origine a varie generazioni di artisti che calcarono con successo le scene europee, soprattutto francesi e tedesche, dal Cinquecento all'Ottocento.

## Storia e componenti
La famiglia Chiarini fu composta prevalentemente da acrobati, danzatori sulla corda, mimi, cavallerizzi, marionettisti, e ottenne notorietà a Parigi già nel XVI secolo alla fiera di Saint Laurent, e risultò la più antica famiglia italiana di artisti circensi e dello spettacolo popolare.
Si esibirono come Arlecchini, nel 1820, al Teatro dei Funamboli, dove eseguivano la 'pantomima saltante'.
Molti esponenti della famiglia si stabilirono in Germania nel ruolo di funamboli e in Italia come mimi-danzatori.
Nel 1784 Angelica trionfò come cavallerizza al circo Astley di Londra, Luigi due anni dopo a Vienna; Costanza sarà una stella del circo Fernando a Parigi, mentre Adelaide è ricordata come funambola di rara bellezza.
Nel 1897 morì, a Panama, Giuseppe, l'esponente più illustre della famiglia: aveva portato il suo circo in Asia, Australia, nelle Americhe e in Africa, segnalandosi come importante punto di riferimento per i direttori dei circhi italiani del XX secolo.
La sua abilità come direttore gli aveva valso dovunque notorietà e buoni successi.
Karl von Holtei descrisse un ramo della famiglia nel suo romanzo Die Vagabunden nel 1852.